# Сатурн (премія, 2004)
30-а церемонія вручення нагород премії «Сатурн» за заслуги в царині кінофантастики, зокрема в галузі наукової фантастики, фентезі та жахів за 2003 рік, яка відбулася 5 травня 2004 року.

## Лауреати і номінанти
Нижче наведено повний список номінантів та переможців. Переможці виділені жирним шрифтом.

### Фільми
| Найкращий актор | Найкраща акторка |
| --- | --- |
| - Елайджа Вуд — за роль Фродо у фільмі Володар перснів: Повернення короля - Альберт Фінні — за роль Еда Блума у фільмі Велика риба - Том Круз — за роль Нейтана Олгрена у фільмі Останній самурай - Вігго Мортенсен — за роль Арагорна у фільмі Володар перснів: Повернення короля - Джонні Депп — за роль Джека Спарроу у фільмі Пірати Карибського моря: Прокляття «Чорної перлини» - Кріспін Гловер — за роль Вілларда Стайлса у фільмі Віллард                                        | - Ума Турман — за роль Нареченої /«Чорна Мамба» у фільмі Убити Білла. Фільм 1 - Джеймі Лі Кертіс — за роль Тесс Коулман у фільмі Шалена п'ятниця - Дженніфер Коннеллі — за роль Бетті Росс у фільмі Халк - Кейт Бланшетт — за роль Магдалени Гілксон у фільмі Останній рейд - Джессіка Біл — за роль Ейрін у фільмі Техаська різанина бензопилою - Кейт Бекінсейл — за роль Селін у фільмі Інший світ |
| Найкращий актор другого плану | Найкраща акторка другого плану |
| - Шон Астін — за роль Семвайза Ґемджі у фільмі Володар перснів: Повернення короля - Сонні Тіба — за роль Хаторі Ханзо у фільмі Убити Білла - Ієн Маккеллен — за роль Ґандальфа у фільмі Володар перснів: Повернення короля - Джеффрі Раш — за роль Гектора Барбоса у фільмі Пірати Карибського моря: Прокляття «Чорної перлини» - Енді Серкіс — за роль Смеагола / Ґолума у фільмі Володар перснів: Повернення короля - Ватанабе Кен — за роль Моріцгу Кацумото у фільмі Останній самурай | - Еллен Дедженерес — за роль Дорі у фільмі У пошуках Немо - Люсі Лью — за роль О-рен Ішіі у фільмі Убити Білла. Фільм 1 - Пета Вілсон — за роль Міни Харкер у фільмі Ліга видатних джентльменів - Міранда Отто — за роль Еовін у фільмі Володар перснів: Повернення короля - Кіра Найтлі — за роль Елізабет Свонн у фільмі Пірати Карибського моря: Прокляття «Чорної перлини» - Крістанна Локен — за роль T-X у фільмі Термінатор 3: Повстання машин                                                                                                  |
| Найкращий молодий актор чи акторка | Найкращий сценарій |
| - Джеремі Самптер — за роль Пітера Пена у фільмі Пітер Пен - Дженна Бойд — за роль Дот Гілкесон у фільмі Зниклий безвісти - Рейчел Херд-Вуд — за роль Венді Дарлінґ у фільмі Пітер Пен - Сосуке Ікемацу — за роль Хігена у фільмі Останній самурай - Ліндсі Лоан — за роль Анни Коулман / Тесс Коулман у фільмі Шалена п'ятниця - Френкі Муніз — за роль Коді Бенкс у фільмі Агент Коді Бенкс                                                                                             | - Френ Волш, Філіпа Боєнс та Пітер Джексон – Володар перснів: Повернення короля - Ден Гарріс і Майкл Догерті — Люди Ікс 2 - Алекс Ґарленд — 28 днів потому - Гізер Геч і Леслі Діксон — Шалена п'ятниця - Ендрю Стентон, Боб Пітерсон і Девід Рейнольдс — У пошуках Немо - Квентін Тарантіно — Убити Білла. Фільм 1 |
| Найкращий режисер | Найкращий костюм |
| - Пітер Джексон – Володар перснів: Повернення короля - Гор Вербінскі — Пірати Карибського моря: Прокляття «Чорної перлини» - Едвард Цвік — Останній самурай - Денні Бойл — 28 днів по тому - Браян Сінґер — Люди Ікс 2 - Квентін Тарантіно — Убити Білла. Фільм 1 | - Пенні Роуз – Пірати Карибського моря: Прокляття «Чорної перлини» - Джанет Паттерсон — Пітер Пен - Жаклін Вест — Ліга видатних джентльменів - Луїза Мінгенбах — Люди Ікс 2 - Кім Барретт — Матриця: Революція - Нгіла Діксон та Річард Тейлор — Володар перснів: Повернення короля |
| Найкращий грим | Найкращі спецефекти |
| - Пітер Кінг та Річард Тейлор – Володар перснів: Повернення короля - Ве Ніл та Мартін Семюел — Пірати Карибського моря: Прокляття «Чорної перлини» - Джефф Доун та Джон Розенгрант — Термінатор 3: Повстання машин - Трефор Прауд та Балаж Новак — Інший світ - Гордон Дж. Сміт — Люди Ікс 2 - Рік Бейкер, Білл Корсо та Робін Л. Ніл — Будинок із приколами | - Джим Райгіл, Джо Леттері, Рендалл Вільям Кук та Алекс Фанк – Володар перснів: Повернення короля - Пабло Хелман, Денні Гордон Тейлор, Аллен Холл та Джон Розенгрант — Термінатор 3: Повстання машин - Майкл Л. Фінк, Річард Е. Холландер, Стівен Розенбаум та Майк Везіна — Люди Ікс 2 - Джон Нолл, Хел Т. Хікель, Террі Д. Фразі та Чарльз Гібсон — Пірати Карибського моря: Прокляття «Чорної перлини» - Джон Гаета, Кім Лібрері, Джордж Мерфі та Крейг Хейс — Матриця: Революція - Денніс Мурен, Едвард Хірш, Колін Бреді та Майкл Лантієрі — Халк |
| Найкраща музика | Найкращий науково-фантастичний фільм |
| - Говард Шор – Володар перснів: Повернення короля - Джеррі Голдсміт — Луні Тюнз: Знову в дії - Томас Ньюман — У пошуках Немо - Клаус Бадельт — Пірати Карибського моря: Прокляття «Чорної перлини» - Джон Оттман — Люди Ікс 2 - Денні Ельфман — Халк | - Люди Ікс 2 - Халк - Лара Крофт розкрадачка гробниць: колиска життя - Матриця: Революція - Час розплати - Термінатор 3: Повстання машин |
| Найкращий пригодницький фільм, бойовик чи трилер | Найкращий фентезійний фільм |
| - Убити Білла. Фільм 1 - Холодна гора - Ідентифікація - Пограбування по-італійськи - Останній самурай - Останній рейд | - Володар перснів: Повернення короля - Велика риба - Шалена п'ятниця - Ліга видатних джентльменів - Пітер Пен - Пірати Карибського моря: Прокляття «Чорної перлини» |
| Найкращий фільм жахів | Найкращий анімаційний фільм |
| - 28 днів по тому - Лихоманка - Пункт призначення 2 - Фредді проти Джейсона - Джиперс Кріперс 2 - Техаська різанина бензопилою - Інший світ | - У пошуках Немо - Братик ведмедик - Луні Тюнз: Знову в дії - Синдбад: Легенда семи морів |

### Телебачення
| Найкращий телесеріал | Найкращий телесеріал, зроблений для кабельного телебачення |
| --- | --- |
| - Ангел (WB) - CSI: Місце злочину (CBS) - Шпигунка (ABC) - Баффі — переможниця вампірів (UPN) - Зоряний шлях: Ентерпрайз (UPN) - Таємниці Смолвіля (WB) | - Зоряна брама: SG-1 (Syfy) - Мертва зона (USA Network) - Андромеда (Syndicated) - На краю Всесвіту (Syfy) - Карнавал (HBO) - Мертві, як я (USA Network) |
| Найкращий телеактор | Найкраща телеакторка |
| - Девід Бореаназ — Ангел (WB) за роль Енджел - Скотт Бакула — Зоряний шлях: Ентерпрайз (UPN) за роль Джонатана Арчера - Том Веллінг — Таємниці Смолвіля (WB) за роль Кларка Кента - Майкл Вартан — Шпигунка (ABC) за роль Майкла Вона - Майкл Шенкс — Зоряна брама: SG-1 (SyFy) за роль Деніела Джексона - Річард Дін Андерсон — Зоряна брама: SG-1 (SyFy) за роль Джека О'Нілл    | - Ембер Темблін — Джоан з Аркадії (CBS) за роль Джоана Джирарді - Елен Мут — Мертві, як я (Showtime) за роль Джорджії Лас - Еліза Душку — Поклик Тру (FOX) за роль Тру Девіс - Дженніфер Гарнер — Шпигунка (ABC) за роль Сідні Брістов - Сара Мішель Геллар — Баффі — переможниця вампірів (UPN) за роль Баффі Саммерс - Крістін Кройк – Таємниці Смолвіля (WB) за роль Лани Ленг |
| Найкращий телеактор другого плану | Найкраща телеакторка другого плану |
| - Джеймс Марстерс — Баффі — переможниця вампірів&Ангел (WB&UPN) за роль Спайка - Нік Шталь — Карнавал (HBO) за роль Бена Хокінса - Віктор Ґарбер — Шпигунка (ABC) за роль Джека Брістова - Майкл Розенбаум — Таємниці Смолвіля (WB) за роль Лекса Лютора - Джон Гловер — Таємниці Смолвіля (WB) за роль Лайонела Лютора - Алексіс Денісоф – Ангел (WB) за роль Веслі Віндам-Прайса | - Емі Екер — Ангел (WB) за роль Вініфред Беркл - Джолін Блелок — Зоряний шлях: Ентерпрайз (UPN) за роль Т'Пола - Каризма Карпентер — Ангел (WB) за роль Корделії Чейз - Аманда Таппінг — Зоряна брама: SG-1 (Syfy) за роль Саманти Картер - Кеті Сакгофф — Зоряний крейсер «Галактика» (Syfy) за роль Кари Трейс - Вікторія Пратт – Мутанти X (Syndicated) за роль Шалімар Фокс   |
| Найкраща телевізійна презентація | |
| - Зоряний крейсер Галактика (SyFy) - Зоряні війни: Війни клонів (Cartoon Network) - Діти Дюни (SyFy) - Боги річкового світу (SyFy) - Щоденник Еллен Рімбавер (ABC) - Хранитель мрій (ABC) | |

### Домашня колекція
| Найкращий DVD або Blu-ray фільм | Найкращий DVD класичний фільм |
| --- | --- |
| - Біонікле: Маска світла - Попутник 2 - Травень - Траса 60 - Анатомія 2 - Актриса тисячоліття | - Пригоди Робін Гуда - Дорожні ігри - Король Лев - Глибока ніч - Одного разу на Дикому Заході - 20 000 льє під водою |
| Найкращий DVD або Blu-ray спецвипуск | Найкращий телевізійний DVD-реліз |
| - Володар перснів: Дві вежі - У пошуках Немо - Ідентифікація - Падіння «Чорного яструба» - Пірати Карибського моря: Прокляття «Чорної перлини» - Гаррі Поттер і таємна кімната                          | - Світляк — Повна серія Світляк - Зоряний крейсер Галактика — Повна епічна серія - Геркулес: Легендарні подорожі — Геркулес: Легендарні пригоди, сезони 1-2 - Зоряний шлях: Глибокий космос 9 — Зоряний шлях: Глибокий космос 9, сезони 1-7 - Взято - Мудрий хлопець — Мудрий хлопець: 1 сезон, частина 1 — 2 |
| Найкраща колекція DVD фільмів | |
| - Пригоди Індіани Джонса Колекція DVD - Театр таємничої науки 3000 — Колекція 2 — 4 - Лон Чейні Колекція - Інопланетна квадрилогія - Джек Райан — Колекція DVD спеціального видання - Люди Ікс Колекція | |

### Особливі нагороди
| Нагорода                                                       | Лауреати        |
| -------------------------------------------------------------- | --------------- |
| За досягнення в кар'єрі (Life Career Award)                    | • Блейк Едвардс |
| Меморіальна премія президента (The President's Memorial Award) | • Гейл Енн Херд |
| Нагорода візионера (Visionary Award)                           | • Пол Аллен     |
| Премія за життєві досягнення (Lifetime Achievement Award)      | • Джон Вільямс  |
| Виставка молодого кінорежисера (Young Filmmaker's Showcase)    | • Елай Рот      |
| Нагорода імені Джорджа Пала (George Pal Memorial Award)        | • Рідлі Скотт   |